# Bogrydssjön
Bogrydssjön är en sjö i Borås kommun i Västergötland och ingår i Viskans huvudavrinningsområde. Sjön är 8,1 meter djup, har en yta på 0,0403 kvadratkilometer och är belägen 85 meter över havet.